# Эльфледа Уэссекская
Эльфледа (др.-англ. Ælfflæd) — вторая жена короля англосаксов Эдуарда Старшего.

## Биография
Эльфледа была дочерью элдормена Этельхельма, вероятно, тождественного одноимённому элдормену Уилтшира, умершему в 897 году. Генеалог Дэвид Х. Келли и историк Полин Стаффорд идентифицировали его как Этельхельма, сына дяди Эдуарда, короля Этельреда I. Другие историки отвергли эту идею, утверждая, что этелинги обычно не становились элдорменами и что в гранте короля Альфреда элдормену Этельхельму нет никаких указаний на родство между ними. Также против этой версии говорит то, что такой брак считался кровосмесительным, хоть родство и относительно дальнее.
Эльфледа вышла замуж за короля Эдуарда около 899 года. Имеется только одна хартия, датированная 901 годом, где она указана не как королева. Хотя ранее считалось, что она была коронована вместе с Эдуардом, сейчас это кажется маловероятным. В 1827 году была открыта гробница Святого Кутберта в Даремском соборе, и среди найденных предметов были епитрахиль и манипула на которых присутствовали надписи, свидетельствующие о том, что они были заказаны Эльфледой для епископа Фристана Уинчестерского. Тем не менее, они были пожертвованы её сыном-королём Этельстаном для могилы Кутберта, вероятно, в 934 году.
У Эльфледы было два сына, Этельвирд, который стал королем Уэссекса после смерти своего отца в 924 году, но умер в течение месяца, и Эдвин, который был утоплен в 933 году. У неё также было от пяти до девяти дочерей, в том числе Эдгива, жена короля Западно-франкского королевства Карла III Простоватого, Эдхильда, которая вышла замуж за графа Парижа Гуго Великого, и Эдит, жена короля Германии Оттона I Великого.
Будущий король Эдмунд I, который был сыном третьей жены Эдуарда Эдгивы Кентской, родился в 920 или 921 году, поэтому брак Эльфледы должен был закончиться примерно в 919 году. По словам Вильяма Мальмсберийского, Эдуард оставил Эльфледу, чтобы жениться на Эдгиве. Шон Миллер ставит эту версию под сомнение, однако она принята другими историками. Она ушла в Уилтонский монастырь, где к ней присоединились две её дочери, Эдфлида и Этельфледа; и все трое были похоронены там.

### Семья
В браке с Эдуардом Старшим Эльфледа родила двух сыновей и девять дочерей:
- Этельвирд
- Огива — в 919 году отдана замуж за короля Западно-Франкского королевства Карла III Простоватого
- Эдфлида
- Эдвин
- Эльфледа
- Этельфледа
- Эдхильда — замужем за графом Парижа Гуго Великим
- Эдит — в 929 году вышла замуж за короля Германии Оттона I Великого
- Этельхильда
- Эльфгифа
- Гедвига — замужем за императором Запада Людовиком III Слепым.